# Redland (Alabama)
Redland es un lugar designado por el censo ubicado en el condado de Elmore en el estado estadounidense de Alabama. En el Censo de 2010 tenía una población de 3736 habitantes y una densidad poblacional de 95,57 personas por km².

## Geografía
Redland se encuentra ubicado en las coordenadas 32°28′53″N 86°8′38″O / 32.48139, -86.14389. Según la Oficina del Censo de los Estados Unidos, Redland tiene una superficie total de 62.91 km², de la cual 62.53 km² corresponden a tierra firme y (0.61%) 0.38 km² es agua.

## Demografía
Según el censo de 2010, había 3736 personas residiendo en Redland. La densidad de población era de 95,57 hab./km². De los 3736 habitantes, Redland estaba compuesto por el 82.63% blancos, el 12.87% eran afroamericanos, el 0.32% eran amerindios, el 1.66% eran asiáticos, el 0.05% eran isleños del Pacífico, el 0.96% eran de otras razas y el 1.5% pertenecían a dos o más razas. Del total de la población el 2.3% eran hispanos o latinos de cualquier raza.